# Histoire du téléphone en France
Pour un article plus général, voir Téléphonie en France.
L'histoire du téléphone en France chronique le développement du téléphone et de la téléphonie en France.
Bien que la France fût l'un des premiers pays à s'être équipé du téléphone (à partir des années 1880), les installations restaient peu nombreuses et le réseau fonctionnait mal, malgré un prix élevé des communications. Jusqu'au milieu des années 1970, seul un Français sur sept dispose du téléphone chez lui. Avec l'arrivée du président Valéry Giscard d'Estaing en 1974, la France s'équipe massivement de téléphones et le réseau se modernise. Commence alors le déclin des cabines téléphoniques, qui disparaissent d'autant plus vite que le téléphone mobile se développe dans les années 1990 et 2000.
De nos jours, la quasi-totalité du territoire est couverte par les réseaux mobiles, la priorité étant devenue le développement d'Internet et les réseaux 5G.

## Avant 1900
- Milieu du XIXe siècle : progrès importants dans le déploiement du télégraphe électrique.
- 1854 : Charles Bourseul, agent du télégraphe, pose le principe du téléphone. Un article de l'Illustration présente ses explications le 26 août 1854.
- Années 1860 : réformes en Angleterre pour tenter de rendre plus accessible le prix du télégraphe.
- 1879 : Paris profite de la tenue de l’Exposition universelle de 1878 pour se doter d'un premier réseau urbain. Le téléphone est exploité commercialement en France dès 1879. Le 26 juin 1879, le Ministère des Postes et Télégraphes, créé en 1878, accorde trois concessions pour l’exploitation commerciale du téléphone et le raccordement des premiers abonnés au téléphone en France. Les trois concessionnaires fusionnent en octobre 1880[1] pour constituer la Société Générale des Téléphones qui installe progressivement des centraux manuels[2].

- Mars 1880 : après un premier réseau lancé à Paris l'année précédente, le téléphone connaît ses premiers essais en province.
- 1881 : des abonnés sont reliés au réseau[1]. Lyon compte initialement 23 abonnés, Marseille 25 abonnés et Nantes 19 abonnés[3]. À noter que jusqu'en 1889, c’est la Société Générale des Téléphones, société privée, qui assurera la majorité du trafic.
- 15 août 1881 : apparition de la première cabine téléphonique, au cours de la première Exposition internationale d'Électricité, à Paris.
- 1er avril 1883 : l’État ouvre son réseau téléphonique à Reims, dans la Marne[4].

- 1884 : premières lignes inter-urbaines installées en France.

- 1886 : inauguration de la première ligne téléphonique entre Paris et Bruxelles.

- 16 juillet 1889 : loi nationalisant les opérateurs de téléphone en France et rattachant le téléphone aux Postes et Télégraphes.

- 1890 : 10 000 abonnés au téléphone en France.

- 1891 : pose du premier câble téléphonique sous la Manche (Paris-Londres)

- 1894 : premières utilisations du téléphone par l’Armée française au cours de grandes manœuvres.

- 1897 : en raison du développement du téléphone, la direction des services téléphoniques de Paris a demandé aux usagers d’annoncer désormais à l’opératrice le numéro et non plus le nom du correspondant, ce qui souleva nombre de protestations contre ce procédé jugé assez cavalier[5].

## Entre 1900 et 1950
- 1902 : Un bateau scandinave, en route pour les États-Unis d'Amérique, est pris dans une très forte tempête dans la Manche. Les très graves avaries subies contraignent le capitaine à faire escale à Brest. Le bateau est mis en cale sèche, et nécessite entre quatre et six mois de réparations. Un ingénieur présent à bord prend alors une décision qui sera lourde de conséquences : il décide de décharger la cargaison et de tenter de la vendre sur place. C’est de cette manière que les quatre premiers autocommutateurs (Ericsson) entrent sur le sol français. Ayant vendu ces « centraux téléphoniques » en un temps record, l’ingénieur en question commande alors d’autres exemplaires à sa maison-mère et crée une structure locale pour leur commercialisation et leur entretien.

- 1904 : Édouard Estaunié crée le mot « télécommunication ».

- 1908 : Seulement 182 000  abonnés au téléphone en France contre 838 000 en Allemagne et 574 000 en Grande-Bretagne. Le téléphone est encore perçu en France comme un gadget pour personne fortunée.

- Octobre 1912 : remplacement du numéro du central par son nom. Ainsi, à l’abonné 25 desservi par le 12e standard du central téléphonique Gutenberg, on a attribué le numéro Gutenberg 1225 au lieu du 11225.

- 1912 : Le téléphone automatique débute en France par la mise en chantier du premier commutateur téléphonique de type Strowger à Nice où il est mis en service le 19 octobre 1913[6]. Ces débuts sont toutefois timides et il faut attendre 1926 que soit décidée l'automatisation de Paris et de la première couronne, et 1928 pour assister à l’inauguration du premier central automatique digne de ce nom à Paris. Les numéros de téléphone à Paris sont de la forme d’un indicatif de 3 premières lettres du nom du central téléphonique (exemple : « MON » pour Montmartre) suivi d'un nombre correspondant tout simplement à l'ordre de la demande (la 100e personne qui demande à Montmartre sera MON-100). L'automatisation obligeant à une correspondance lettre/chiffre, apparaissent alors les 26 lettres de l'alphabet distribuées sur les touches chiffrées, « MON » devient 606). Cette correspondance existe toujours aujourd'hui (avec quelques variantes[7]).

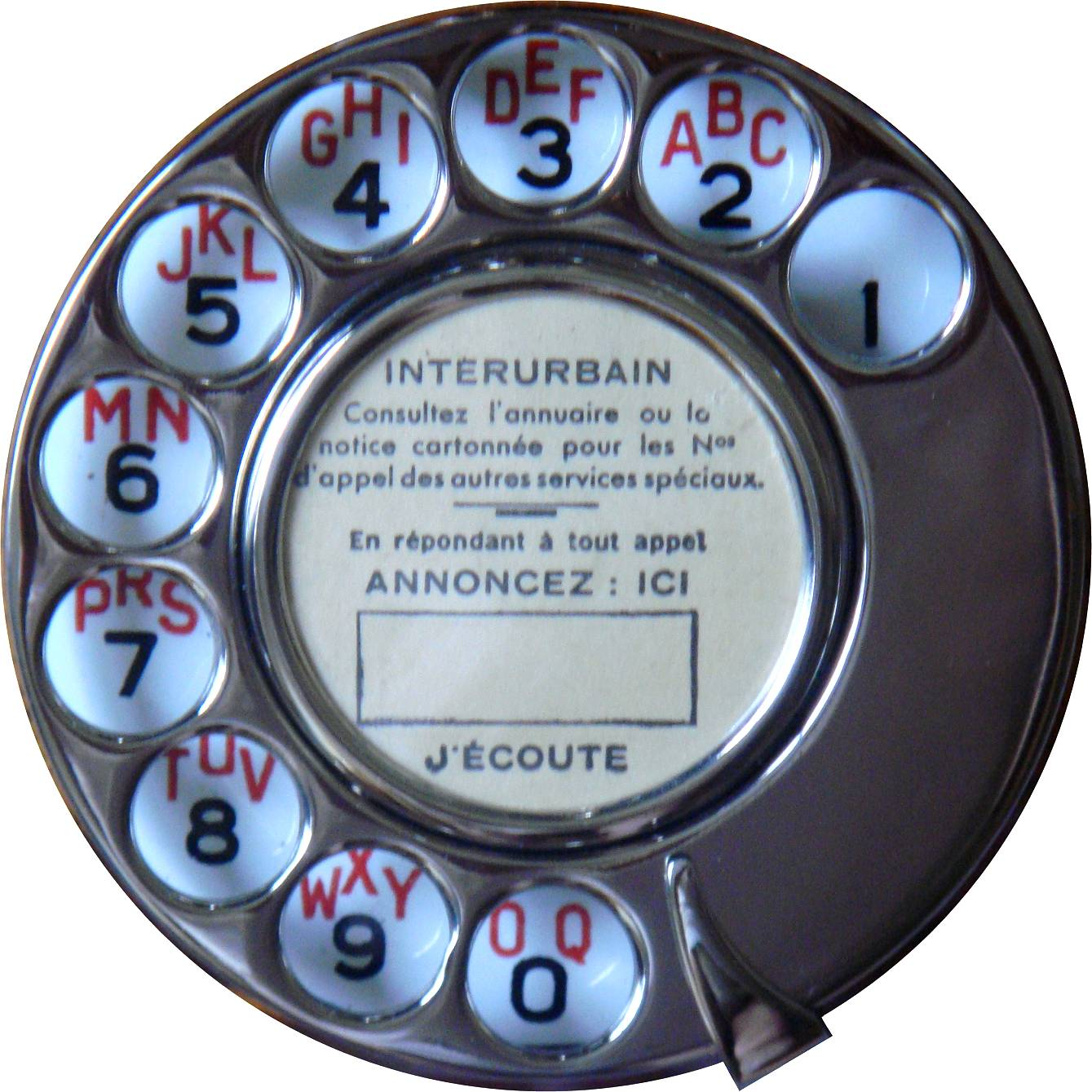
Cadran de téléphone de 1927 avec chiffres et lettres.

- 9 octobre 1913 : mise en service du premier central téléphonique automatique français à Nice.

- Depuis 1901 et jusqu'à 1914, deux sortes d'abonnement existent : le forfait à conversations illimités, à 400 francs à Paris et 300 francs à Lyon, et les abonnements à conversation taxées et téléphones fournis par l'administration. À partir de 1913-1914, cette deuxième offre remplacera la première[8].

- 22 septembre 1928 : mise en service du premier central téléphonique automatique à Paris (au central Carnot). À cette occasion, on installe chez les abonnés reliés au téléphone automatique un poste à cadran avec dix trous ronds permettant de composer des numéros alpha-numériques qui commencent tous par les trois premières lettres du central. Ainsi « INV » pour le central « Invalides ».

- 14 février 1933 : mise en service de l’horloge parlante (ODEon 84.00), installée à l’Observatoire de Paris, par son directeur Ernest Esclangon. Cette horloge dispose de 20 lignes groupées ; malgré leur nombre, important pour l’époque, seuls 20 000 appels sont traités sur les 140 000 présentés le premier jour. La voix qui donne l’heure est celle de Marcel Laporte, dit Radiolo, le plus célèbre speaker de Radio-Paris.

## Après 1950
- 1er octobre 1963 : on remplace à Paris les trois premières lettres du central téléphonique par les chiffres correspondants. Ainsi, le numéro de l'horloge parlante ODE(on) 84.00 devient 033.84.00 (O et Q = zéro)[9]

- 1978: lancement du réseau Transpac par les PTT.

- 1979 : Le téléphone était encore manuel dans certaines régions avant de devenir entièrement automatique en France.[évasif]

- 25 octobre 1985 à 23 heures : Louis Mexandeau, Ministre des PTT, lance au central téléphonique « Murat » à Paris la numérotation téléphonique française à huit chiffres (contre six chiffres auparavant en province, et sept chiffres en Île-de-France et quelques grandes agglomérations).

- 1986 : PTT Télécommunications déploie Radiocom 2000, le premier réseau de téléphone mobile en France. C'est un réseau de première génération (1G), analogique.

- 1988 : création de SFR qui lance un réseau analogique 1G concurrent de Radiocom 2000.

- 2 juillet 1990 : loi supprimant le ministère des PTT et créant, à compter du 1er janvier 1991, deux exploitants publics : La Poste et France Télécom.

- 1er juillet 1992 : France Télécom lance Itinéris, le premier réseau de téléphonie mobile de deuxième génération (2G), numérique au standard GSM. SFR lance son propre réseau en décembre.

- 30 mai 1996 : Bouygues Télécom lance le troisième réseau de téléphonie mobile de deuxième génération.

Indicatifs téléphoniques de la France métropolitaine.

- 18 octobre 1996 à 23h00 : François Fillon, Ministre délégué chargé de La Poste et des Télécommunications, lance au central téléphonique « Murat » à Paris la numérotation téléphonique à dix chiffres, encore en vigueur en 2021. Indicatifs téléphoniques de la France métropolitaine. Les numéros commencent par un préfixe à deux chiffres qui peut être géographique (la France métropolitaine est découpée en cinq zones de 01 à 05), ou non (06 puis également 07 pour les mobiles, 08 pour les numéros spéciaux). Le 19 est remplacé par le 00 pour joindre l'international. Des numéros courts de service tels le 10 (Carte d'appel France Télécom), le 13 (Dérangements), et le 14 (Service Clients résidentiel), sont remplacés par des numéros à quatre chiffres (respectivement 1010, 1013, 1014). Le 1016 (service client pour les professionnels) fait son apparition. Ce même jour apparaissent aussi les numéros à trois chiffres pour les urgences ou des services d'intérêt général : le 112 pour les urgences, le 119 pour l’enfance maltraitée, etc. Pour laisser un temps d’adaptation, il est possible pendant un an de continuer à composer des numéros à 8 chiffres.

- 5 janvier 1997 : création de l'Autorité de régulation des télécommunications (ART), devenue plus tard ARCEP, pour réguler le marché des télécommunications et en vue de l'ouverture de la téléphonie fixe à la concurrence.

- 1er octobre 1998 : fin du monopole de France Télécom sur la téléphonie fixe, avec l'ouverture au public du « 7 » de Cegetel, en concurrence avec le « 8 » de France-Télécom. Le 0 est utilisé pour obtenir l'opérateur par défaut ; il devient possible quelques années plus tard d’utiliser Cegetel ou d'autres comme opérateur par défaut (la pré-sélection). On passe alors par Cegetel en composant le 0.
En 1998, la minute de communication locale coûte 23 centimes de franc hors taxes[10].

- 2004 : les trois opérateurs mobiles existants déploient des réseaux de troisième génération (3G).

- 2006 : Le 3 avril, le service des renseignements, le « 12 », est ouvert à la concurrence, des numéros au format 118XXX apparaissent à grand renfort de publicité. Cette privatisation entraîne une hausse massive des tarifs et une opacification du coût du service nuisible au consommateur[11].

- 3 mai 2010 : Devant la pénurie de numéros de téléphones mobiles commençant par 06, à la suite de l'ouverture par l'Autorité de régulation des communications électroniques et des postes (ARCEP) de ce nouvel espace de numérotation, les opérateurs Orange et Bouygues Telecom débutent l'attribution de numéros mobiles commençant par 07.

- 10 janvier 2012 : Free Mobile lance le quatrième réseau de téléphonie mobile numérique, de troisième génération (3G).

- septembre 2012 : les trois opérateurs mobiles historiques commencent à mettre en service leur réseau de quatrième génération (4G) ; ils sont rejoints l'année suivante par Free Mobile.

## Roman
L'histoire du téléphone en France au cours des années 1971 à 1975, qui se croise avec l'histoire de l'informatique au moment des prémices d'Internet et des progrès dans la commutation téléphonique, est évoquée sur le ton de l'humour et de l'enquête dans Comédies Françaises, un roman d’Eric Reinhardt publié en 2020, qui évoque l'arrêt du Réseau Cyclades, promu par le Plan Calcul français, basé sur une technologie de Datagramme à la base des premiers développements d'Internet. 
Le roman est consacré au lobbying, et décrit comment Ambroise Roux patron de la CGE a obtenu du président Valéry Giscard d'Estaing en 1974-1975, au début des surfacturations aux PTT, l'abandon du Plan Calcul, d'Unidata, de la Délégation Générale à l'Informatique, et du Réseau Cyclades.